# Covenant Life
Covenant Life és una concentració de població designada pel cens dels Estats Units a l'estat d'Alaska. Segons el cens del 2000 tenia 102 habitants.

## Demografia
Segons el cens del 2000, Covenant Life tenia 102 habitants, 25 habitatges, i 22 famílies La densitat de població era d'1,5 habitants/km².
Dels 25 habitatges en un 44% hi vivien nens de menys de 18 anys, en un 84% hi vivien parelles casades, en un 4% dones solteres, i en un 12% no eren unitats familiars. En el 4% dels habitatges hi vivien persones soles el 4% de les quals corresponia a persones de 65 anys o més que vivien soles. El nombre mitjà de persones vivint en cada habitatge era de 4,08 i el nombre mitjà de persones que vivien en cada família era de 3,59.
Per edats la població es repartia de la següent manera: un 26,5% tenia menys de 18 anys, un 15,7% entre 18 i 24, un 18,6% entre 25 i 44, un 32,4% de 45 a 60 i un 6,9% 65 anys o més.
L'edat mediana era de 35 anys. Per cada 100 dones hi havia 75,9 homes. Per cada 100 dones de 18 o més anys hi havia 63 homes.
La renda mediana per habitatge era de 34.167 $ i la renda mediana per família de 41.250 $. Els homes tenien una renda mediana de 36.875 $ mentre que les dones 22.083 $. La renda per capita de la població era de 14.326 $. Aproximadament el 4,5% de les famílies i el 15,2% de la població estaven per davall del llindar de pobresa.

## Poblacions més properes
El següent diagrama mostra les poblacions més properes.